# Brevidorsus arizonensis
Brevidorsus arizonensis är en insektsart som beskrevs av Delane C. Kritsky 1977. Brevidorsus arizonensis ingår i släktet Brevidorsus och familjen Enicocephalidae. Inga underarter finns listade i Catalogue of Life.